# Caminho do Céu
Caminho do Céu é o título de um filme brasileiro de 1943, estrelado por Rosina Pagã, Celso Guimarães, Eros Volúsia e Grande Othelo, e dirigido por Milton Rodrigues, que também responde pelo roteiro (argumento) ao lado de Dinah Silveira de Queiroz (diálogos).
Enquanto Pagã faz par romântico com Guimarães, a bailarina Eros Volúsia tem papel de certo destaque, e faz par com Sandro Roberto.
O filme estreou nos cinemas Metro de São Paulo e do Rio de Janeiro em agosto de 1943.

## Enredo

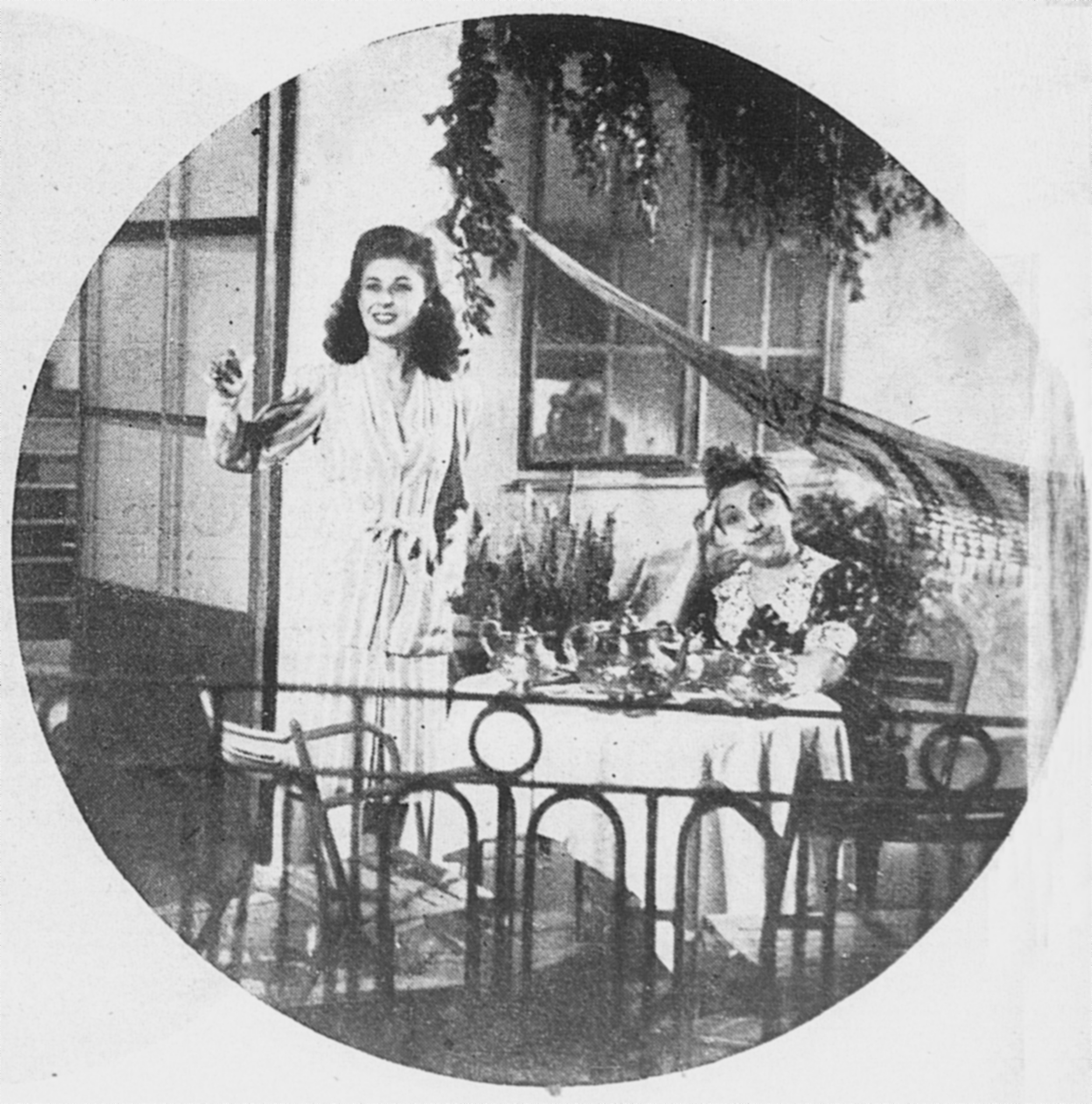
Rosina Pagã com Sarah Nobre.

A história se passa no contexto da II Guerra Mundial e o enredo gira em torno de Sônia, a mimada filha de um industrial, o Dr. Heitor Lacerda; durante uma reunião da direção de suas empresas, todas apresentam lucro, menos uma usina que é dirigida por Roberto.
Após ser rispidamente repreendido pelo rico industrial, Ricardo é encarregado do fechamento da usina deficitária e a demissão de todos os seus trabalhadores — tarefa particularmente infeliz para o jovem, que é bastante querido pelos operários, a quem trata como amigos.
Sônia, por seu lado, bastante cortejada, despreza os pretendentes que almejam seu abastado dote; amada secretamente por Roberto, este lhe pede que deixe as frivolidades e interceda junto ao pai a fim de poupar o sofrimento dos operários, mas esta lhe responde com desprezo, lembrando-lhe a condição de subalterno.
Sentindo-se doente, Sônia é aconselhada por um médico a repousar num local distante do burburinho urbano; Roberto que voltara à "Usina da Serra" em Serra Negra, é recebido de modo festivo e hesita em dar a triste notícia, mas acaba revelando que todos perderão o trabalho; alguns dias depois chega ali a filha do antigo patrão, que tem uma acolhida fria pelos moradores, afetados com a decisão de seu pai.
Ao passar o tempo na fazenda a moça rica pondera sobre a vida que levava e reconsidera sua opinião sobre Roberto; numa noite em que ela é surpreendida por uma tempestade, o jovem a leva para casa onde Sônia tem agravado seu estado de saúde e ele telefona ao seu pai, que leva o médico até lá; delirando pela febre ouve da filha firme reprimenda por sua atitude de fechar a Usina.
Recuperada, dias após, Sônia está com seu amado Roberto e ambos assistem ao trabalho de transformação da Usina em uma fábrica de aviões que seu pai inaugurara para ajudar nos esforços de guerra.

## Elenco
- Rosina Pagã (Sônia Lacerda)
- Celso Guimarães (Roberto)
- Mário Salaberry (Dr. Heitor Lacerda, pai de Sônia)
- Luiz Tito (Lauro)
- Sarah Nobre (Tia de Sônia)
- Grande Otelo (Moleque de recados); participou das filmagens ao mesmo tempo em que gravava um segundo filme, dessa feita como protagonista, Moleque Tião.[3]
- Eros Volúsia (Lavadeira dançarina)
- Sandro Polloni (Namorado da lavadeira)
- Nilza Magrassi (Namorada de Lauro)
- Radamés Celestino (Médico)
- Isabel Lins (Enfermeira)
- José Soares (Gerente da Indústria Lacerda)
- Jesus Ruas (Gerente da Indústria Lacerda)
- J. Silveira (figuração no escritório do Dr. Heitor)
- Edelweiss (Secretária do Dr. Heitor)
- Sally Loretti (Criança)
- Richard Scheiner (Criança)
- Oswaldo Rocha (Criança)
- Guilherme Gorgul (Criança)